# Phytomyza angelicastri
Phytomyza angelicastri este o specie de muște din genul Phytomyza, familia Agromyzidae, descrisă de Erich Martin Hering în anul 1932.
Este endemică în Polonia. Conform Catalogue of Life specia Phytomyza angelicastri nu are subspecii cunoscute.